# Yasmin Lee
Yasmin Lee (Tailandia, 3 de junio de 1983) es una actriz pornográfica y modelo tailandesa.
Su familia se trasladó, inicialmente a Filipinas, y finalmente se establecieron en el Condado de Orange, California. Se enroló en la marina de los Estados Unidos con 18 años, pero la abandonó pronto debido a su orientación sexual e inició una carrera como drag-queen y artista de maquillaje. Trabajó como maquilladora para actrices de Hollywood y en vídeos musicales.
Tras declarar su transexualidad, abandonó su trabajo de maquilladora por miedo a ser víctima de discriminación transfóbica y comenzó a trabajar como asistente en platós de cine porno. Después trabajó como director de casting de películas porno, hasta que asumió su rol de mujer y comenzó su carrera como actriz en cine para adultos. Su carrera pornográfica tiene docenas de interpretaciones en películas, así como numerosas apariciones en internet. Ha sido dos veces nominada para un AVN Award por su trabajo en pornografía transexual. 
Además de su trabajo de actriz porno, ha realizado también, apariciones especiales en varios shows televisivos incluyendo The Maury Povich Show y The Tyra Banks Show. Además, ha intervenido en unas pocas películas no-pornográficas, tales como en la producción de horror de 2011  Red Ice y en la comedia, número 1 en 2011, The Hangover Part II.

## Premios
- 2008 AVN Award for Transsexual Performer of the Year (nominación)[4]
- 2009 AVN Award for Transsexual Performer of the Year (nominación)[5]